# Alfianello
Alfianello (італ. Meteorite di Alfianello) — метеорит-хондрит масою 228 кілограмів, падіння якого відбулося 26 лютого 1883 року о 14:43 за місцевим часом, в районі Ломбардії, Італія, на тогочасній території провінції Брешія. Метеорит був найменований за назвою містечка, в якому звук від його вибуху був особливо гучний (сьогодні — муніципалітет Альф'янелло). Траєкторія польоту, так само як і місце падіння метеорита були детально описані багатьма очевидцями, а тому його вдалося відразу ж відшукати. Його маса становила 228 кг. Виглядає як якесь велетенське знаряддя часів кам'яної доби: має видовжену форму, гострий край з одного боку.
Прибуття на Землю метеорита Alfianello було відзначене заміткою про цю подію в англійському науковому тижневику Nature, майже через місяць після самої події, а ще через місяць — 29 березня — в цьому ж журналі вийшла обширна доповідь про цю подію, на основі звіту директора Метеорологічного товариства Італії.
Метеорит Alfianello є поки що найбільшим метеоритом із будь-коли знайдених на території Італії. Зберігається в метеоритній колекції РАН у Росії.
Від нього було відламано чимало шматків з метою дослідження, або музейної експозиції. Зараз багато таких фрагментів можна купити легально.

### Хімічний склад
Alfianello — це кам'яний метеорит, який належить до олівіно-гіперстенових хондритів групи L6.